# فرورفتگی شرق زاگرس

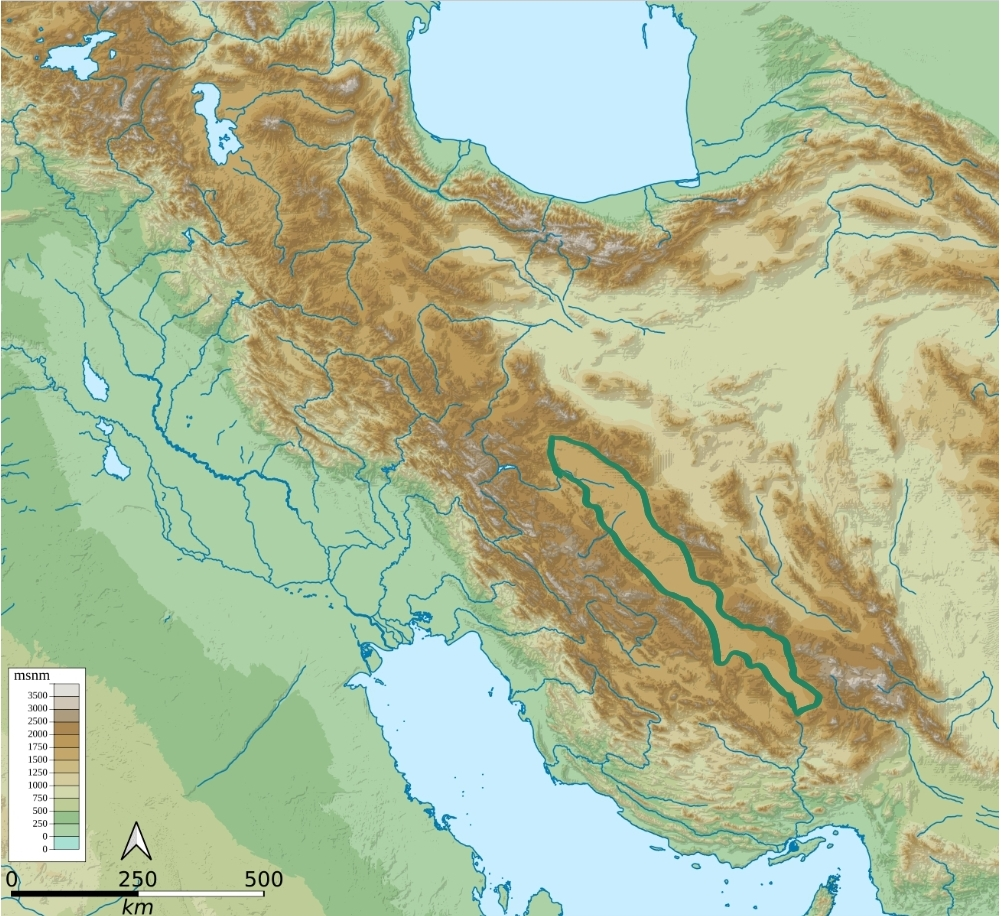
فرورفتگی شرق زاگرس، در مرکز ایران

فرورفتگی شرق زاگرس یک زمین پست و فرورفتگی طویل و ممتد است که در شرق رشته‌کوه اصلی زاگرس در مرکز ایران قرار دارد. این فرورفتگی، در جهت شمال غربی به جنوب شرقی، از منطقه اصفهان تا منطقه سیرجان ادامه دارد.
در این فرورفتگی خشک و کم‌آب به‌جز شهر اصفهان و شهرهای اقماری آن تنها شهرهای ابرکوه، مهردشت، هرات، مروست، شهربابک و سیرجان قرار دارند و بیشتر بقیه این دشت پست کمابیش خالی از سکنه است. باتلاق گاوخونی در حدود یک‌سوم راه، از سمت شمال غرب به جنوب شرق فرورفتگی واقع شده‌است.

## محدوده
محدوده فرورفتگی شرق زاگرس بین سه استان اصفهان، یزد و کرمان تقسیم شده‌است.
در شمالی‌ترین نقطهٔ فرورفتگی شرق زاگرس کوهی به نام مسته‌کوه (با ارتفاع ۲۰۹۱ متر) و در جنوبی‌ترین نقطه آن کوه نارو (۲۴۳۴ متر) قرار دارد. مسته‌کوه در فاصله‌ای در سمت شمال باختری شهر اصفهان و کوه نارو در فاصله‌ای در سمت جنوب خاوری شهر سیرجان واقع شده‌است.
فرورفتگی شرق زاگرس شکلی مستطیلی دارد و درازای این حوضه فرورفته ۷۰۰ کیلومتر و پهنای آن ۱۵۰ تا ۲۵۰ کیلومتر برآورد شده‌است. دشت اصفهان از سه سو با کوهستان‌ها احاطه شده‌است و تنها از سمت جنوب شرق خود از طریق فرورفتگی شرق زاگرس به مناطق پست جلگه‌ای راه دارد.

## کوه‌های پیرامونی
کوه‌ها و کوهستان‌هایی تقریباً همگی به صورت کشیده و پشت سر هم سراسر کناره‌های فرورفتگی مستطیلی‌شکل شرق زاگرس را احاطه کرده‌اند. نام کوه‌های تشکیل‌دهنده ضلع جنوبی فرورفتگی در جهت شمال‌غربی-جنوب‌شرقی به ترتیب عبارتند از: مسته‌کوه، کوه دره‌بید، کوه دالان، کوه پازنان، کوه قراول‌خانه، کوه سیرو، کوه پراودان، کوه بادامی، کوه همباس، کوه پوزه‌سیاه، کوه قلات، کوه سفید، روشن‌کوه، کوه سربره، کوه معدن، کوه حسین‌آباد، کوه باغ حسن، کوه خواجوی و کوه نارو.
کوه‌های تشکیل‌دهنده ضلع شمالی فرورفتگی نیز در جهت شمال‌غربی-جنوب‌شرقی به ترتیب عبارتند از: کوه‌های کرکس، کوه مارشنان، کوه میل، کوه پرویز، کوه سلطان پیر، کوه سورک بالا، کوه بن کر، شیرکوه، کوه ایوب، کوه خورین، کوه مدوار، کوه لاشکار، کوه پنج خرد، کوه یشم و کوه چاه‌قلعه.